# Fumarolas
Die Fumarolas (spanisch für Fumarolen) sind Fumarolen auf Deception Island im Archipel der Südlichen Shetlandinseln. Sie liegen südöstlich des Mount Uritorco am Ufer der Primero de Mayo Bay.
Spanische Wissenschaftler benannten sie.